# ATP5B

Estructura de la subunidad beta de la ATP sintasa F1 mitocondrial. Imagen basada en PyMOL a partir de la secuencia del gen correspondiente, disponible en PDB.

ATP sintasa F1 subunidad beta, mitocondrial es una enzima que en humanos está codificada por el gen ATP5F1B.

## Función
Este gen codifica una subunidad de la ATP sintasa mitocondrial. La ATP sintasa mitocondrial cataliza la síntesis de ATP, utilizando un gradiente electroquímico de protones a través de la membrana interna durante la fosforilación oxidativa. La ATP sintasa se compone de dos complejos de múltiples subunidades enlazadas: el núcleo catalítico soluble, F1, y el componente que atraviesa la membrana, Fo, que comprende el canal de protones. La porción catalítica de la ATP sintasa mitocondrial consta de 5 subunidades diferentes (alfa, beta, gamma, delta y épsilon) ensambladas con una estequiometría de 3 alfa, 3 beta y un único representante de los otros 3. El canal de protones consta de tres subunidades principales (a, b, c). Este gen codifica la subunidad beta del núcleo catalítico.